# 351 Yrsa
A 351 Yrsa (ideiglenes jelöléssel 1892 V) a Naprendszer kisbolygóövében található aszteroida. Maximilian Franz Joseph Cornelius Wolf fedezte fel 1892. december 16-án.